# КрАЗ-01-1-11 (Бронетранспортер)
КрАЗ-01-1-11, KRAZ MPV (KrAZ-01-1-11/SLDSL) — прототип багатоцільового повноприводного автомобіля у виконанні «бронетранспортер» — призначений для оперативної доставки особового складу військових підрозділів і їх вогневої підтримки, може використовуватися як носій різного озброєння і військового устаткування. Машина створена за стандартом MRAP, в Індії машина називатиметься «KRAZ MPV». КрАЗ-01-1-11 розроблено на основі КрАЗ-5233ВЕ.
Надійний захист від впливу стрілецького озброєння і зброї масового ураження забезпечують: цільний кузов несучої конструкції, посилений броньовою сталлю, подвійні двері та бічні стінки, простір між якими заповнено вибухозахисним матеріалом товщиною 25 мм, конструкція підлоги, що складається з трьох стінок, які утворюють клиноподібний днище, розсіюючи ударну хвилю.
Броньовик KRAZ-01-1-11/SLDSL розрахований на транспортування 12 бійців, він обладнаний поворотною баштою Rigel MK1 з кутом обертання 360°, 8 амбразурами усередині автомобіля і засобами зв'язку: аудіовізуальної системою спостереження з кутом повороту 360° і камерами — нічного бачення і заднього виду з півкілометровою дальністю огляду.
Рівень захисту броні вертикальних стінок, куленепробивного скла броні моторного відсіку відповідає рівню 3А по STANAG 4569.
Вибухозахисні матеріал підлоги та бокових стінок THIKA MINEPLATE перевершує вимоги НАТО STANAG 4569 рівень 2.